# Giovanni Chiodi
Giovanni Chiodi, detto anche Gianni (Teramo, 25 aprile 1961), è un politico italiano, presidente della Regione Abruzzo dal 2009 al 2014.

## Biografia
Nel 1980 consegue la maturità classica e nel marzo del 1985 si laurea con lode in Economia e Commercio presso la LUISS di Roma (relatore della sua tesi Giovanni Maria Flick). Dopo aver adempiuto al servizio militare frequenta un corso di finanza aziendale tenuto dall'Università Bocconi di Milano, a seguito del quale si iscrive all'albo dei dottori commercialisti (1986) e a quello dei consulenti tecnici del tribunale di Teramo (1988). È separato e ha tre figlie.

### Attività politica
Dopo aver svolto la professione di dottore commercialista, nel 1999 esordisce in politica concorrendo alla carica sindaco di Teramo. Da candidato indipendente sostenuto da Forza Italia, da Alleanza Nazionale e dal CCD, ottiene il 41% dei voti e viene sconfitto dal rappresentante dell'Ulivo nonché sindaco uscente Angelo Sperandio.
Dopo la sconfitta, diviene coordinatore dei gruppi d'opposizione in consiglio comunale.

#### Sindaco di Teramo
Sin dal 2003 la Casa delle Libertà lo ripresenta come primo cittadino di Teramo per le elezioni comunali del 2004. In tale occasione, Gianni Chiodi riesce nell'intento e grazie al 52,8% dei consensi viene eletto primo cittadino. Nella tornata elettorale di quell'anno, Teramo è l'unico dei capoluoghi italiani dove il centro-destra riesce a riconquistare il governo della città sconfiggendo la coalizione di centro-sinistra con a capo, come candidato sindaco, Lino Befacchia.

#### Presidente dell'Abruzzo
Nel 2008, successivamente allo scioglimento anticipato della giunta regionale causato dall'arresto del presidente Ottaviano Del Turco e di alcuni assessori, viene proposto dal Popolo della Libertà alla guida della regione Abruzzo, in particolar modo su spinta del leader del partito Silvio Berlusconi, grazie alla quale supera la concorrenza interna dei senatori Filippo Piccone e Fabrizio Di Stefano e del deputato ed ex presidente della Croce Rossa Italiana Maurizio Scelli.
Sostenuto da altre tre liste (Liberalsocialisti, Movimento per l'Autonomia e Rialzati Abruzzo), alle consultazioni del 14 e 15 dicembre è il principale avversario del rappresentante del centrosinistra Carlo Costantini, oltre ad altri quattro candidati minori, e ottiene la vittoria col 48,81% dei voti venendo eletto  presidente della Regione Abruzzo, dimettendosi da sindaco di Teramo.
Nel corso del mandato, il presidente della regione Abruzzo Gianni Chiodi assume l'incarico di commissario del governo per l'attuazione del piano di rientro della sanità e di commissario delegato per la ricostruzione dei territori colpiti dal sisma del 2009.
È stato membro dell'Ufficio di presidenza nazionale del PDL e vicepresidente dell'assemblea delle regioni d'Europa.
Candidato ancora alla presidenza della regione Abruzzo nel maggio 2014, non viene confermato. Ha fatto ricorso successivamente al TAR dell'Aquila insieme all'ex presidente del consiglio regionale ed ex consigliere per presunte irregolarità nelle liste di centrosinistra in sostegno al presidente eletto Luciano D'Alfonso chiedendo di annullare le elezioni regionali, richiesta che il tribunale amministrativo ha però respinto.

#### Attività successive
L'11 ottobre 2014 è eletto nuovo presidente del collegio dei revisori della Banca di Teramo.
Alle elezioni politiche del 2018 è candidato alla Camera come capolista di Noi con l'Italia - UDC nella circoscrizione Abruzzo, ma non viene eletto.
Nel marzo del 2021 entra a far parte del coordinamento regionale di Cambiamo! di Giovanni Toti.
Il presidente dell'Abruzzo Marco Marsilio lo ha nominato l'8 aprile 2025 amministratore delegato della Finanziaria Regionale Abruzzese.

### Vicende giudiziarie
Nel settembre 2008 giunge la notizia di un suo rinvio a giudizio insieme ad altre quattordici persone. Le accuse dalla procura sono attività della gestione di rifiuti non autorizzata, inquinamento dell'aria, crollo colposo e falso materiale per il crollo della discarica La Torre. 
Il 15 maggio 2013 il PM di Teramo chiede 16 mesi di reclusione per l'ex sindaco teramano e il suo vice Berardo Rabbuffo. Il 25 giugno, il giudice monocratico dello stesso tribunale emette la sentenza e pronuncia l'assoluzione perché il fatto non costituisce reato.
Il 23 gennaio 2014, la Procura di Pescara rende noto che il presidente della regione Abruzzo Chiodi, il presidente del consiglio regionale dell'Abruzzo Nazario Pagano, il vicepresidente della regione Abruzzo Alfredo Castiglione, il vicepresidente del consiglio regionale dell'Abruzzo Giorgio De Matteis, 8 su 9 degli assessori regionali della giunta Chiodi e 20 su 27 consiglieri regionali di centrodestra per la maggioranza (12 di Forza Italia, 2 del Nuovo Centrodestra, 2 della lista "Rialzati Abruzzo", 1 di Fratelli d'Italia, 1 del MpA, 1 di Scelta Civica e 1 dell'UdC) e 3 su 18 consigliere regionali di centrosinistra per l'opposizione (2 ex IdV ora Movimento 139 tra cui Carlo Costantini, ex candidato presidente del centrosinistra contro Chiodi alle regionali del 2008 e 1 di Sel) per truffa aggravata ai danni della regione, peculato e falso ideologico nell'inchiesta sulle "spese pazze" sui rimborsi ai gruppi regionali usati illecitamente per spese personali che vede l'Abruzzo come diciottesima regione di indagati su venti per queste ipotesi inquisitorie. Tuttavia il Presidente Chiodi ha parlato di spese regolari e rendicontate che saranno chiarite. Infatti, la Corte dei Conti, interessata per competenza dalla Procura di Pescara, ha archiviato il procedimento con la seguente motivazione del 12/4/2017: "Dalle verifiche esperire per il periodo 2009-2012, non sono state riscontrate situazioni di illegittimità, ma mere irregolarità amministrative sanate, mentre per l'anno 2013 non è stato effettuato alcun rimborso"
Il 12 giugno 2018 il tribunale di Roma lo assolve perché il fatto non sussiste.
Il 4 febbraio 2014 viene resa nota che la procura di Pescara ha aperto una nuova inchiesta costola nell'ambito della cosiddetta Rimborsopoli per le spese dei gruppi regionali usati per fini personali. Tuttavia, la procura dell'Aquila, cui era stata devoluta l'inchiesta di Pescara, ha archiviato la vicenda relativa ai presunti favoritismi.